# Göttinger Wingolf
Der Göttinger Wingolf ist eine christliche, überkonfessionelle, farbentragende und nichtschlagende Studentenverbindung in Göttingen und gehört dem ältesten studentischen Dachverband (Wingolfsbund) an.

## Prinzip und Farben
Grundlage des Zusammenlebens Göttinger Wingolfiten ist der Wahlspruch  Δι᾽ ἑνὸς πάντα aus Philipper 4,13 , der im Revolutionsjahr 1848 in Halle geprägt wurde. Das Bekenntnis zum christlichen Glauben, das so genannte Christianum, bindet nicht an eine bestimmte Konfession.
Die Couleur des Göttinger Wingolf besteht aus dem schwarz-weiß-goldenen Band mit goldener Perkussion und einer schwarzen Hinterhauptcouleur. Als Reminiszenz an die alte Arminia tragen die Chargierten das schwarz-silber-rote Band als Chargenband.

## Geschichte

### Von der Arminia zum Wingolf
Am 19. Februar 1867 spaltete sich aufgrund interner Streitigkeiten die christliche Studentenverbindung Arminia von der Burschenschaft Germania ab. Ihre Mitglieder hielten regen Kontakt zu einzelnen Philistern des Wingolfs. Schon bald etablierte sich eine Strömung, die eine Mitgliedschaft im Wingolfsbund anstrebte. Die Arminia trug die Farben Schwarz-Silber-Rot und unterschied sich auch in der Ausprägung des Prinzips von den bestehenden Wingolfsverbindungen. Bereits im Juni 1867 folgte die Arminia den Forderungen der anderen Wingolfsverbindungen, unter denen sich auch einige befanden, die der Mitgliedschaft skeptisch gegenüberstanden. Neben Änderungen im Prinzip legte sie die wingolfitischen Farben Schwarz-Weiß-Gold an und benannte sich in Wingolf um. Am 19. Juli 1867 fand im Gasthof „Zur Linde“ in Geismar der Kommers zur offiziellen Gründung statt.

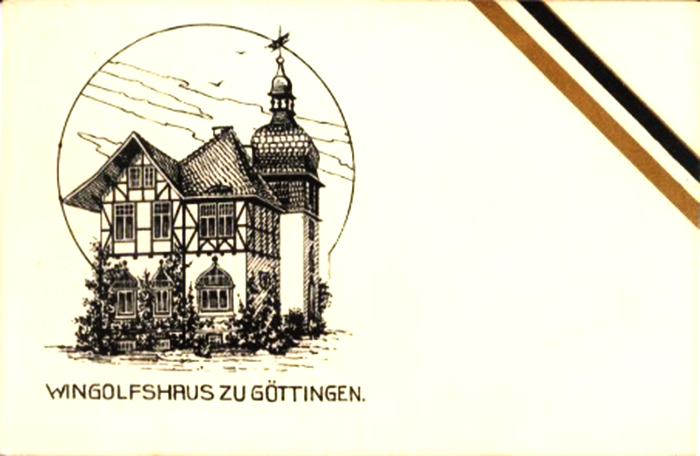
Das erste Haus des Göttinger Wingolf (Nikolausberger Weg)

Bereits 1884 übernahm der Göttinger Wingolf vom Leipziger Wingolf zum ersten Mal die Vorortschaft des Wingolfsbundes. In den 1890er Jahren bemühten sich die Göttinger Wingolfiten um den Bau eines eigenen Korporationshauses, das 1900 auf dem Nikolausberger Weg 58 eingeweiht werden konnte. Erst 1906 wurde mit dem Verein Göttinger Wingolfiten eine Philister-Organisation geschaffen. 1911 übernahm der Göttinger Wingolf zum zweiten Mal die Vorortschaft des Wingolfsbundes.

Die Confuxia des Göttinger Wingolf im Wintersemester 1909/1910

### Zwischen den Kriegen
Die Zeit der Weltkriege begann für den Göttinger Wingolf mit der dritten Übernahme der Vorortschaft im Wintersemester 1914/1915. Im Ersten Weltkrieg hatte er – wie viele Wingolfsverbindungen – zahlreiche Opfer zu beklagen. Trotzdem regte sich schon im Zwischensemester 1919 wieder reges Wingolfsleben in Göttingen. Es folgte in den 1920er-Jahren die Blütezeit des Göttinger Wingolf.

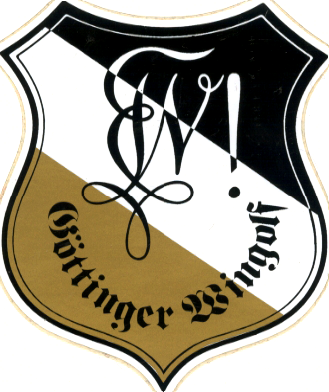
Plakette des Göttinger Wingolf

Am 30. November 1935 musste sich die Verbindung auf Druck des NSDStB vertagen. Auch der Verein Göttinger Wingolfiten musste sich auflösen und wurde vollständig liquidiert. Als Folge dessen wurde auch das Verbindungshaus verkauft.

### Nach dem Zweiten Weltkrieg
Nach dem Zweiten Weltkrieg konnte der Göttinger Wingolf als zweite Wingolfsverbindung überhaupt am 17. Juli 1947 wiedergegründet werden. Da der Universitätsoffizier der britischen Militäradministration der wiedergegründeten Verbindung die Lizenzierung an der Universität Göttingen verweigerte, wurde sie im Sommer 1948 in Familia Academica Gottingensis umbenannt, blieb aber vom Wesen her eine Wingolfsverbindung. Im Januar 1950 übernahm der Göttinger Wingolf zum vierten Mal die Vorortschaft des Wingolfsbundes. Ende des Jahres gestattete auch die Universität eine Fortexistenz unter alten Namen.
Die 1960er und 1970er Jahre waren für den Göttinger Wingolf von zahlreichen Veränderungen geprägt. Im Jahre 1960 konnte nach jahrelangem Engagement das neue Haus in der Gaußstraße bezogen werden. 1962 wurde als Gegenüber zur Konvention der südwestdeutschen Wingolfsverbindungen („Gernsbacher Konvention“) die Norddeutsche Konvention als Zusammenschluss der norddeutschen Wingolfsverbindungen gegründet. Gründungsmitglieder waren der Hannoversche Wingolf, der Hamburger Wingolf, der Kieler Wingolf, der Clausthaler Wingolf „Catena“ und der Göttinger Wingolf.
Die politische Situation und Diskussion über Studentenverbindungen in Göttingen verschärfte sich Anfang der 1960er Jahre. Eine Debatte über schlagende Göttinger Verbindungen löste der Wingolfit des Clausthaler Wingolf zu Marburg Professor Hans Conzelmann aus, der allerdings kein Mitglied des Göttinger Wingolf war. Er schloss 1963 als Göttinger Theologieprofessor alle Mitglieder schlagender Bünde aus seinen Seminaren aus. Dies führte stadtweit zunächst zu „spontanen Biertischprotesten beleidigter Korporierter.“ Öffentlich kritisiert wurde er durch den damaligen Sprecher des Studentenrates Jürgen Borgwardt, Mitglied der Königsberger Burschenschaft Gothia zu Göttingen.
Ende der 1960er Jahre reformierte der Göttinger Wingolf sein Verbindungsleben drastisch, diese Veränderungen werden unter dem Label Göttinger Programm zusammengefasst. Die Satzung der Verbindung sollte mehr demokratische Mitbestimmung aller Mitglieder ermöglichen. Darüber hinaus wurde der Comment deutlich entschlackt. Besonders eine Neuerung sorgte für Aufmerksamkeit und Konflikte mit den übrigen Wingolfsverbindungen: der Göttinger Wingolf gestattete die Mitgliedschaft von Frauen. Nachweislich traten drei Studentinnen ein, später jedoch auch wieder aus, so dass dieser Teil des Reformprogramms vom Göttinger Wingolf wieder aufgegeben wurde. Der Wingolfsbund positionierte sich in der Bielefelder Erklärung gegen die Mitgliedschaft von Frauen, wenngleich ebenso festgestellt wurde, dass vom christlichen Prinzip des Wingolfs her keine grundsätzliche Ablehnung formuliert werden kann.
Auf Grund der Bauarbeiten am neuen Rathaus wurde das Verbindungshaus 1974 an die Stadt zwangsverkauft. Die Verbindung erhielt als Entschädigung das heutige Verbindungshaus in der Calsowstraße.
Vom Jahre 2000 an hatten Teile der Aktivitas des Göttinger Wingolf entscheidenden Anteil an der Neustiftung des Hallenser Wingolf im Jahr 2002.
Im September 2014 fand auf dem Haus des Göttinger Wingolf ein Teil der Lassalle-Kreis-Tagung 2014 statt.
Seit November 2023 ist der Göttinger Wingolf Mitglied der Diezer Konvention im Wingolfsbund.

## Trivia
- Walter Kempowski erwähnt den Göttinger Wingolf in seinem Roman „Herzlich willkommen“. In seiner Beschreibung Göttinger Verbindungsstudenten heißt es: Dass die „begiebelten und betürmten Bürgerburgen“ des Göttinger Ostviertel u. a. von Wingolfiten bewohnt waren, sei am Tage „zu sehen“ und nachts „zu hören“ gewesen.[9]
- Im Mai 1963 widmete sich die Kuriositätenspalte „Hohlspiegel“ der Zeitschrift Der Spiegel dem neugefassten Comment des Göttinger Wingolf. Für kurios wurde hier u. a. empfunden, dass der Göttinger Wingolfscomment regelt, wie das Tragen der Kopfcouleur beim Toilettengang und das „Werfen kompakter Gegenstände“ bestraft wird.[10]

## Bekannte Mitglieder (Auswahl)

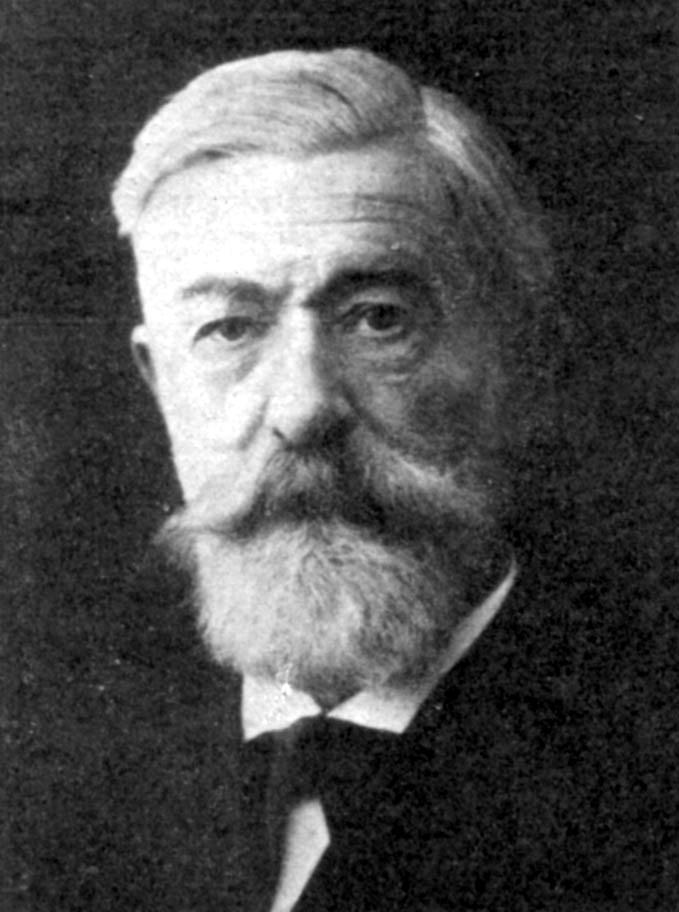
Johannes Julius Schubring
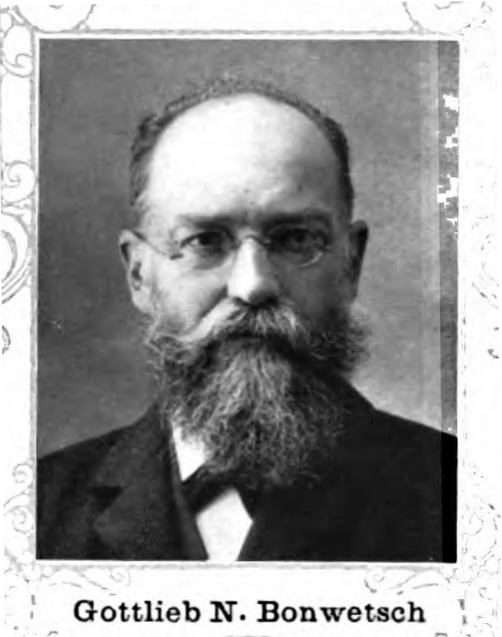
Nathanael Bonwetsch
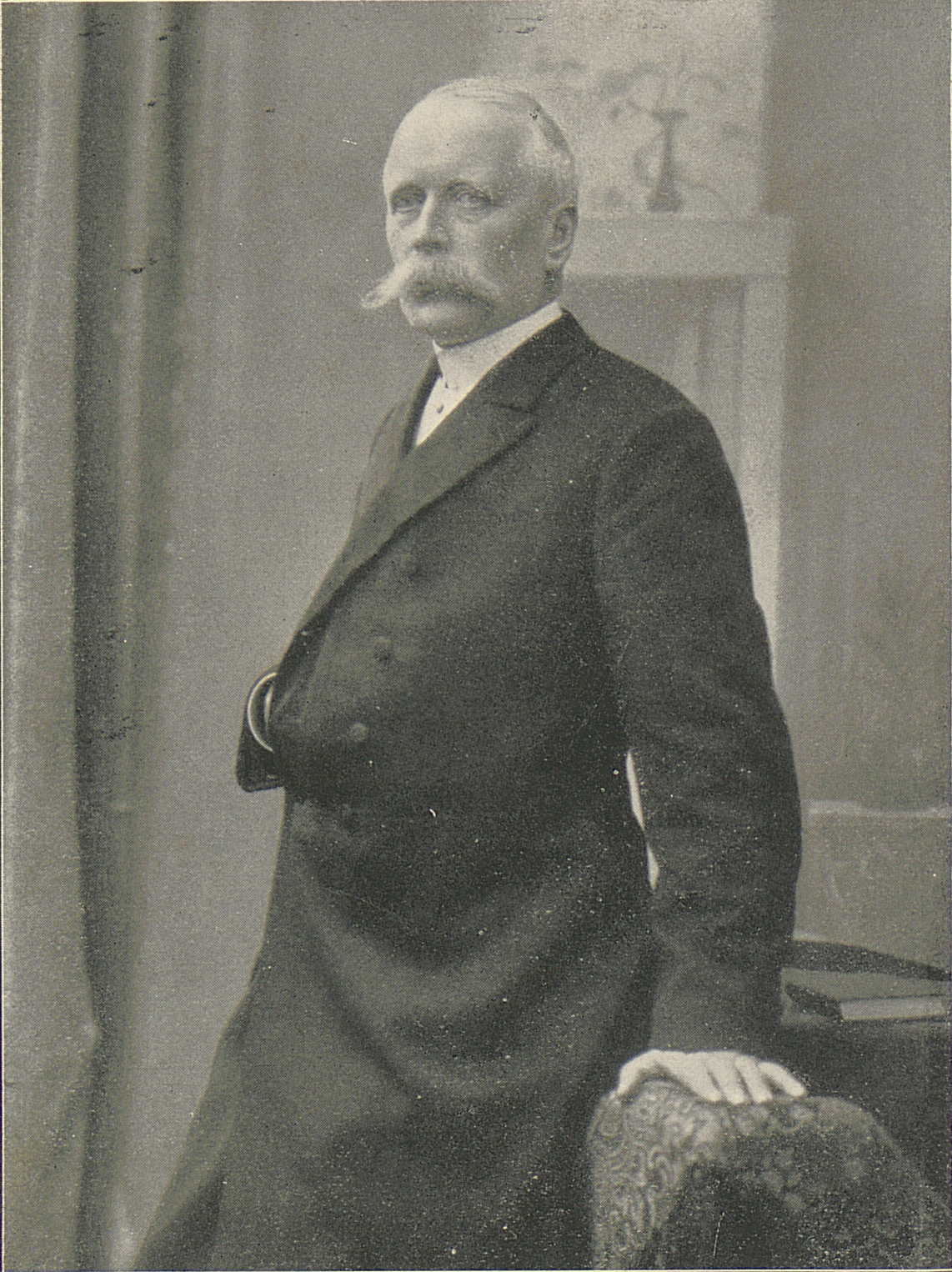
Hermann Eickhoff
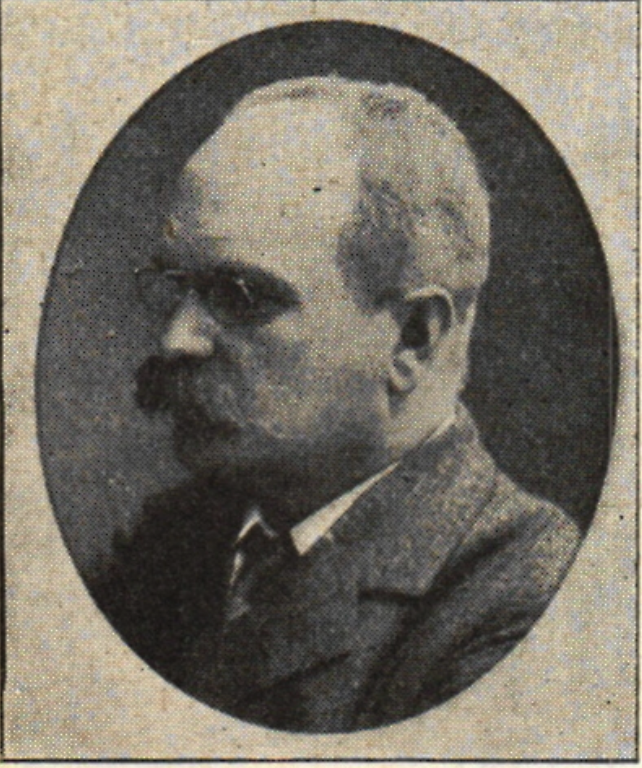
Jon Arvid Afzelius
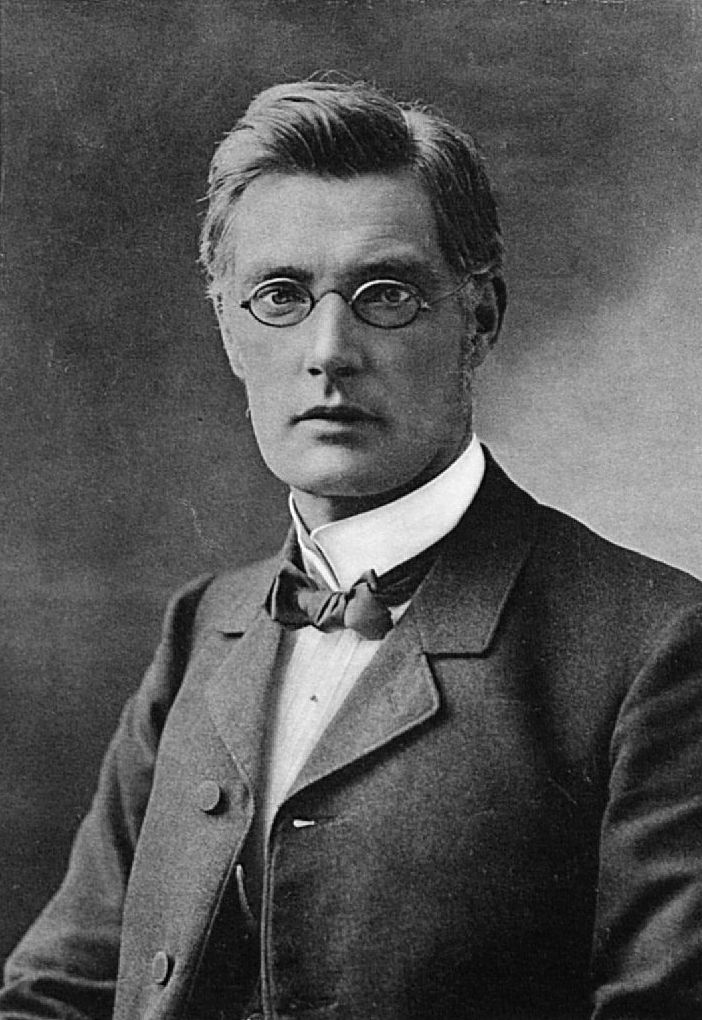
Paul Althaus d. Ä. (Ehrenphilister)
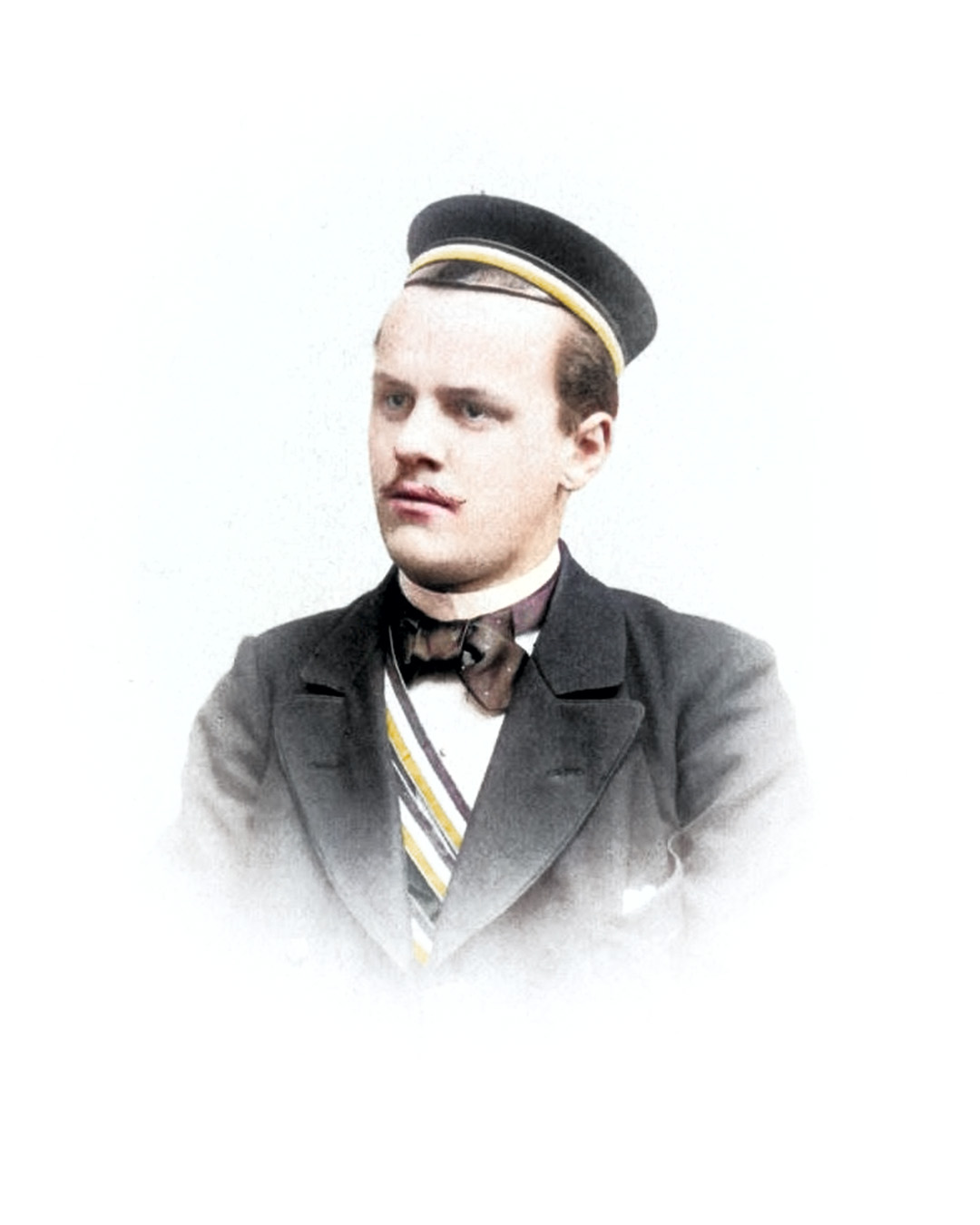
Otto Altenburg
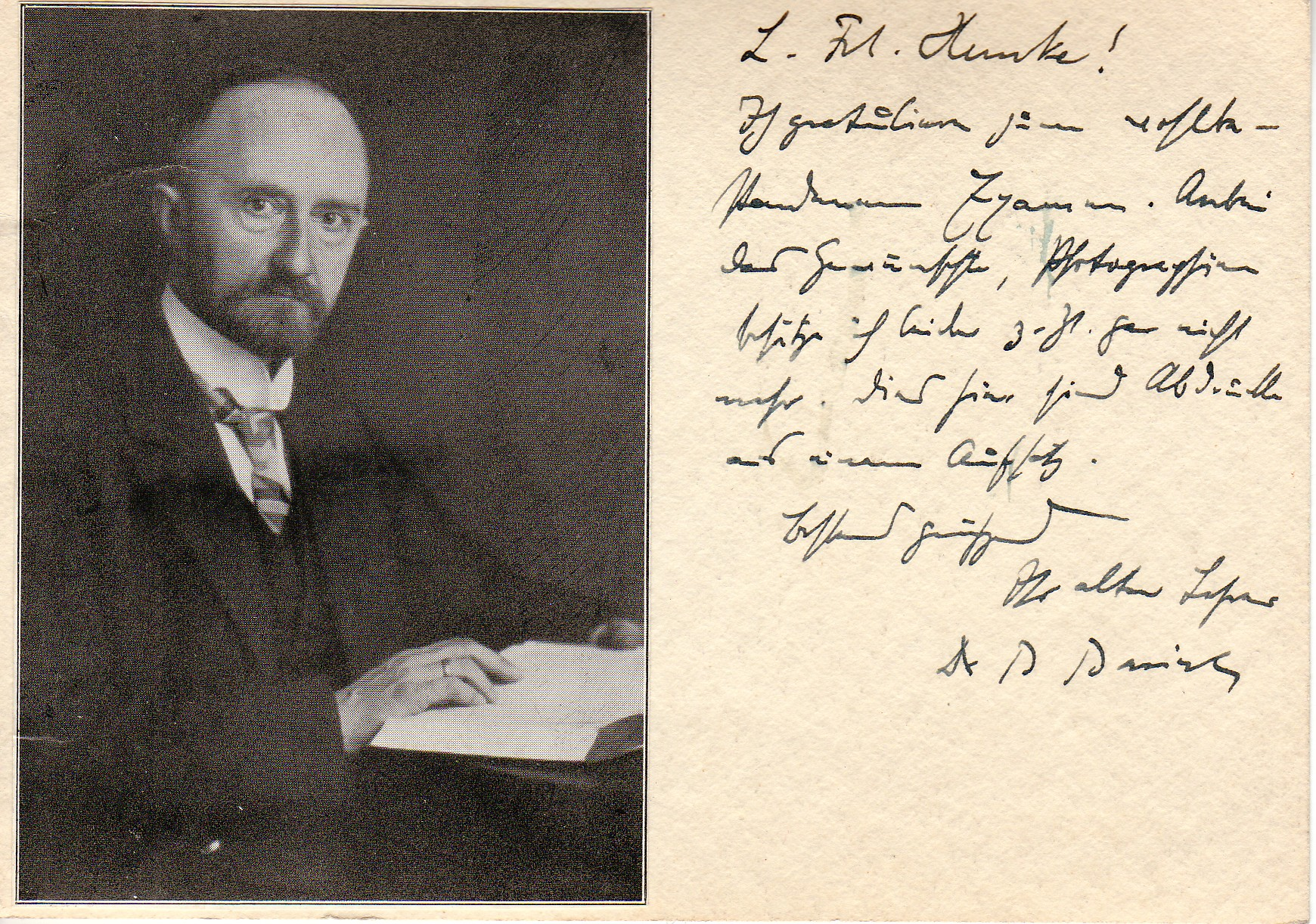
Bernhard Bavink
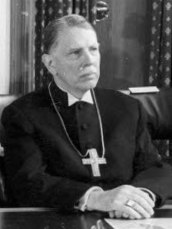
Christhard Mahrenholz

In alphabetischer Reihenfolge
- Jon Arvid Afzelius (1856–1918), schwedischer Linguist, Herausgeber von Wörterbüchern und Übersetzer
- Ludwig Albrecht (1861–1931), katholisch-apostolischer Theologe, Übersetzer des Neuen Testaments
- Paul Althaus d. Ä. (1861–1925), lutherischer Theologe, Professor an den Universitäten Göttingen und Leipzig (Ehrenmitglied)
- Otto Altenburg (1873–1950), Historiker, Gymnasialprofessor und Vorsitzender der Gesellschaft für Pommersche Geschichte und Altertumskunde
- Ernst Ankermann (1928–2021), Richter am Bundesgerichtshof
- Hartmut Badenhop (1930–2025), evangelischer Theologe, Landessuperintendent in Hannover
- Ferdinand Eduard Baring (1838–1900), lutherischer Theologe, Generalsuperintendent von Ostfriesland und Mitglied des königlichen Konsistoriums
- Ernst Barnstein (1891–1975), evangelischer Theologe, Gegner des NS-Regimes
- Bernhard Bavink (1879–1947), Naturwissenschaftler und Naturphilosoph
- Adolf Beythien (1867–1949), Lebensmittelchemiker, Professor an der TH Dresden und Mitglied im Reichsgesundheitsrat
- Hans-Christian Biallas (1956–2022), evangelischer Theologe, Politiker (CDU) und Präsident der Klosterkammer Hannover
- Erich Heinrich Biederbeck (1914–2000), Jurist in der Justiz, Vorstandssprecher der damaligen „Elektrizitäts-Aktiengesellschaft Mitteldeutschland“ (EAM) und der heutigen E.ON AG
- Hugo Gotthard Bloth (1898–1986), evangelischer Theologe, Religionspädagoge und Historiker
- Nathanael Bonwetsch (1848–1925), deutsch-russischer lutherischer Theologe, Professor an den Universitäten Göttingen und Dorpat
- Gottfried Brakemeier (* 1937), deutsch-brasilianischer evangelischer Theologe, emeritierter Professor in São Leopoldo, ehemaliger Präsident des brasilianischen Nationalen Kirchenrates, Präsident des Lutherischen Weltbundes
- Christoph Brandt (1922–2012), lutherischer Theologe, Präses der Kapkirche in Südafrika
- Heinrich Brandt (1886–1954), Mathematiker, der das Konzept des Gruppoid entwickelte
- Wolfgang Breidert (* 1937), Mathematiker, Philosoph und Akademischer Direktor am Institut für Philosophie der Universität Karlsruhe
- Dirk Brouër (1945–2016), Direktor des Bundesrates, Aufsichtsrat der Eintracht Braunschweig GmbH & Co. KGaA
- Heinrich Buck (1866–1939), Bibliothekar und Numismatiker
- Wilhelm Büning (1885–1964), lutherischer Theologe, Landessuperintendent der Landeskirche Hannover
- Oskar Bürgener (1876–1966), Biologe und Botaniker
- Adolf von Chappuzeau (1857–1939), lutherischer Theologe, Autor der Kriegspredigten im Ersten Weltkrieg
- Ludwig Clemm (1893–1975), Philologe, Direktor des Hessischen Staatsarchivs Darmstadt
- Oskar Freiherr von Cornberg (1855–1928), Justizrat und Hofkammerpräsident unter den letzten Regenten des Fürstentums Reuß
- Friedrich Wilhelm Cuno (1838–1905), reformierter Theologe, Ehrendoktor der Universität Wien und Mitverfasser der Allgemeinen Deutschen Biographie
- Herbert Dallmann (1909–1996), Mathematiker, Erster Rektor der Technischen Hochschule in Leuna-Merseburg (THLM) und Präsident der Gesellschaft zur Verbreitung wissenschaftlicher Kenntnisse
- Hermann Eickhoff (1853–1934), lutherischer Theologe, Pädagoge und Lokalhistoriker in Hamm
- Carl Elsasser (1822–1911), Kommunalpolitiker, Abteilungsleiter im Reichspostamt und Mitglied des kaiserlichen Patentamtes (Ehrenmitglied)
- Carl von Ewald (1852–1932), Staatsminister des Großherzogtums Hessen und deutscher Reichsgerichtsrat
- Hans Frebold (1899–1983), Geologe, Hochschullehrer und Polarforscher
- Anton Fridrichsen (1888–1953), norwegisch-schwedischer lutherischer Theologe, Professor an der Universität Uppsala
- Eberhard Galley (1910–1994), Literaturwissenschaftler und Bibliothekar, der vor allem mit Beiträgen zur Heine-Forschung hervorgetreten ist
- Otto Güthling (1853–1931), Klassischer Philologe, Verfasser zahlreicher antiker Übersetzungen und Ritter des Roten Adlerordens
- Johannes Heepe (1885–1956), deutschchristlicher Theologe, Domprediger in Schwerin, letzter leitender Geistlicher in Mecklenburg-Strelitz
- Adam Heilmann (1860–1930), reformierter Theologe, Mitgründer des Lehrstuhls für Reformierte Theologie in Göttingen
- Gerhard Heinzelmann (1884–1951), evangelischer Theologe, Hochschullehrer und Rektor der Universität Basel (Schweiz)
- Ludwig Heitmann (1880–1953), lutherischer Theologe, Mitbegründer der Berneuchener Bewegung und der Evangelischen Michaelsbruderschaft
- Karl Heitmüller (1864–1951), Zahnarzt und Mitbegründer der Zahnmedizinischen Fakultät der Universität Göttingen
- Friedrich-Wilhelm Henning (1931–2008), Wirtschafts- und Sozialhistoriker, Professor an der Universität Köln
- Nicolaus C. Heutger (1932–2008), lutherischer Theologe, Numismatiker, Judaist und Historiker
- Willy Hoppe (1884–1960), Historiker und Begründer der brandenburgischen Landesgeschichte, Rektor der Universität Berlin
- Hans Hoyer (1901–1987), Landessuperintendent in Stade
- Wilhelm Ide (1887–1963), Erzähler und Autor
- Marcus Ites (1883–1962), Pädagoge, Historiker und Publizist
- Hans Peter Johannsen (1908–1981), Bibliotheksdirektor, Autor und Vorsitzender des Grenzfriedensbundes, Träger des Verdienstordens 1. Klasse der Bundesrepublik Deutschland und der Schleswig-Holstein-Medaille
- Ferdinand Kattenbusch (1851–1935), evangelischer Theologe, Professor in Göttingen sowie Rektor der Universitäten Gießen und Halle (später eingetreten)
- Gottfried Klapper (1917–2003), lutherischer Theologe, Geschäftsführer des Deutschen Nationalkomitees des Lutherischen Weltbundes (Ehrenmitglied)
- Heinrich Leisrink (1845–1885), Mediziner, Gründer der Poliklinik des Vaterländischen Frauenhilfsvereins und der allgemeinen Poliklinik in Hamburg
- Richard Lohmann (1881–1935), Pädagoge, Journalist und Politiker (SPD)
- Wilhelm Lotz (1853–1928), lutherischer Theologe, Professor für Altes Testament in Leipzig, Wien und Erlangen
- Christhard Mahrenholz (1900–1980), lutherischer Theologe und Musikwissenschaftler
- Ernst Gottfried Mahrenholz (1929–2021), Richter des Bundesverfassungsgerichts a. D. (1971 ausgetreten)
- Hans Christhard Mahrenholz (1928–2022), Jurist, Stadtdirektor von Hilchenbach und Träger des Verdienstordens der Bundesrepublik Deutschland
- Eugen Mattiat (1901–1976), deutschchristlicher Theologe, Volkskundler, Professor an den Universitäten Berlin und Göttingen
- Christian Mergenthaler (1884–1980), Mitglied des württembergischen Landtags, des Reichstags sowie Kultusminister und württembergischer Ministerpräsident
- Siegfried Meurer (1931–2001), evangelischer Theologe, Verleger und langjähriger Generalsekretär der Deutschen Bibelgesellschaft
- Carl Mirbt (1860–1929), Kirchenhistoriker, Rektor der Universitäten Marburg und Göttingen (Ehrenmitglied)
- Richard Motsch (* 1937), deutscher Ministerialbeamter
- Karl Mützelfeldt (1881–1955), lutherischer Theologe und Pädagoge, Initiator der lutherischen Einwanderungshilfe Australien
- Richard Nacken (1884–1971), Mineraloge, Kristallograph, Petrograph und Physikochemiker, Namensgeber des Nacken-Kyropoulus-Verfahrens
- Carsten Nicolaisen (1934–2017), evangelischer Theologe, Professor für Kirchengeschichte
- Friedrich Niemann (1869–1945), evangelischer Theologe, Superintendent in Herford, Vorstandsmitglied des Syrischen Waisenhauses, Mitglied der Bekennenden Kirche
- Albrecht Oepke (1881–1955), lutherischer Theologe, Professor an der Universität Leipzig
- Paul Ohlig (1881–1956), evangelischer Pfarrer in Schwerte, Lokalhistoriker, Mitglied der Bekennenden Kirche
- Karl von Oven (1824–1907), Regierungsrat und Landrat (später eingetreten)
- Rolf Pasdzierny (* 1944), Theater-Dramaturg, Generalsekretär beim Arbeitskreis Musik in der Jugend, Träger des Verdienstordens am Bande der Bundesrepublik Deutschland (1971 ausgetreten)
- Wilhelm Pauck (1901–1981), deutsch-amerikanischer Kirchenhistoriker, Professor an der Universität von Chicago und der Vanderbilt University Divinity School
- Albert Pellens (1893–1967), lutherischer Theologe, Superintendent in Hameln, langjähriger Vorsitzender des Landesverbandes des Evangelischen Bundes Hannover und Namensgeber des Albert-Pellens-Preises
- Adolf Quast (1910–2014), lutherischer Theologe und Orientalist, Kavallerieoffizier und Domprediger am Braunschweiger Dom
- Martin Redeker (1900–1970), evangelischer Theologe, Landtagsabgeordneter in Schleswig-Holstein
- Emil von Renesse (1850-nach 1916), evangelischer Theologe und Pädagoge, Übersetzer der Didache
- Johannes Remmers (1842–1918), lutherischer Theologe, Konsistorialrat und Generalsuperintendent in Bremen
- Hermann von Rohden (1852–1916), Klassischer Archäologe, Mitglied des Deutschen Archäologischen Instituts (später eingetreten)
- Helmut Roth (1941–2003), Prähistoriker, Professor an den Universitäten Marburg und Bonn, Mitglied des Deutschen Archäologischen Instituts
- Wilhelm Rothert (1842–1915), lutherischer Theologe, Superintendent in Clausthal
- Eduard Rüther (1871–1941), Historiker und Gymnasiallehrer (gemeinsam mit seinem Bruder Heinrich im Göttinger Wingolf aktiv)
- Heinrich Rüther (1866–1954), lutherischer Theologe und Heimatforscher (gemeinsam mit seinem Bruder Eduard im Göttinger Wingolf aktiv)
- Albrecht Saathoff (1875–1968), lutherischer Theologe und Historiker, Träger der Ehrenmedaille der Stadt Göttingen
- Erich Schaeder (1861–1936), lutherischer Theologe, Rektor der Universitäten Kiel und Breslau
- Walter Schäfer (1903–1979), lutherischer Theologe und Autor, Superintendent in Verden
- Karl Schönfeld (1878), Schweizer Indologe
- Erich Schröder (1893–1968), Mediziner, Professor an der Universität Göttingen, Präsident des Deutschen Zentralkomitees zur Bekämpfung der Tuberkulose
- Johannes Schröder (1909–1990), lutherischer Pfarrer, Widerstandskämpfer im Nationalkomitee Freies Deutschland
- Johannes Julius Schubring (1839–1914), Klassischer Philologe und Pädagoge, Vorbild für die Figur des Direktors Wulicke im Schulkapitel der Buddenbrooks von Thomas Mann
- Curt Staff (1901–1976), Jurist und Professor, Präsident des Oberlandesgerichts Frankfurt am Main
- Richard Stephanus (1865–1937), Fabrikant, Lindener Bürgermeister und Senator, Abgeordneter des preußisch-hannoverschen Provinziallandtages
- Albert Sting (1924–2020), evangelischer Theologe, Psychologe, Lokalhistoriker, Direktor des Diakoniewerks und Träger der Staufermedaille des Landes Baden-Württemberg in Gold
- Michael Stumpf (* 1970), Professor für Theoretische Systembiologie am Imperial College, London
- Werner Strothmann (1907–1996), evangelischer Theologe und Syrologe, erster Professor für syrische Kirchengeschichte der Universität Göttingen (später eingetreten)
- Carl Thönes (1847–1895), evangelischer Theologe, Autor der Theologischen Literaturzeitung, Gründungsmitglied des Göttinger Wingolf
- Paul Tschackert (1848–1911), Kirchenhistoriker, Professor an den Universitäten Halle, Königsberg und Göttingen
- Jürgen Udolph (* 1943), Onomastiker, emeritierter Professor der Universität Leipzig
- Wilhelm Walther (1846–1924), lutherischer Theologe, Rektor der Universität Rostock
- Julius August Wagenmann (1823–1890), evangelischer Theologe, Professor an der Universität Göttingen, Mitverfasser der Allgemeinen Deutschen Biographie (Ehrenmitglied)
- Friedrich-Wilhelm Wehrstedt (1907–1977), Verwaltungsjurist, Botschafter und Inspekteur für die diplomatischen und konsularischen Vertretungen der Bundesrepublik Deutschland
- August Osvald Westrèn-Doll (1882–1961), deutschbaltischer lutherischer Theologe, Vorsitzender der Estnischen Gelehrtengesellschaft
- August Wiesinger (1818–1908), lutherischer Theologe, Professor in Erlangen und Göttingen
- Heinrich Wolf (1909–1984), Politiker, Stellvertretender Vorsitzender der CDU-Landtagsfraktion Nordrhein-Westfalen, Präsident der Bonner Vereinigung Deutschland-Frankreich e.V